# ليسوتوصور
ليستوسورس أو ليستوصور (بالإنجليزية: Lesothosaurus)‏ هو ديناصور صغير عاش في العصر الجوراسي المبكر، ويُعتبر من أوائل الديناصورات، وهو صغير الحجم، كان من الحيوانات الذكية (بدراسة نسبة حجم الدماغ إلى وزن الجسم)، وعداء سريع جداً. يشبه السحلية، طوله حوالي المتر، وله أربعة أقدام، ولكنه يمشى على ساقين طويلين، وله يدان قصيرتان، وبكل قدم خمسة أصابع، وذيله مدبب وطويل، ذو رقبة مرنة ورأس صغير وقصير وعيون كبيرة.
كان آكل نبات، ذو أسنان حادة الصالحة لطحن ألياف النبات القاسية التي تأكلها، كانت أسنانه الأمامية مدببة وحادة والأسنان الجانبية تشبه السهم، لكن نهاية فكه السفلي بدون أسنان.
عاش في السهول الجافة والحارة التي هي الآن جنوب القارة الأفريقية، وتواجد في أواخر العصر الترياسي وأوائل العصر الجورواسي، تقريبا قبل 208 إلى 200 مليون سنة.

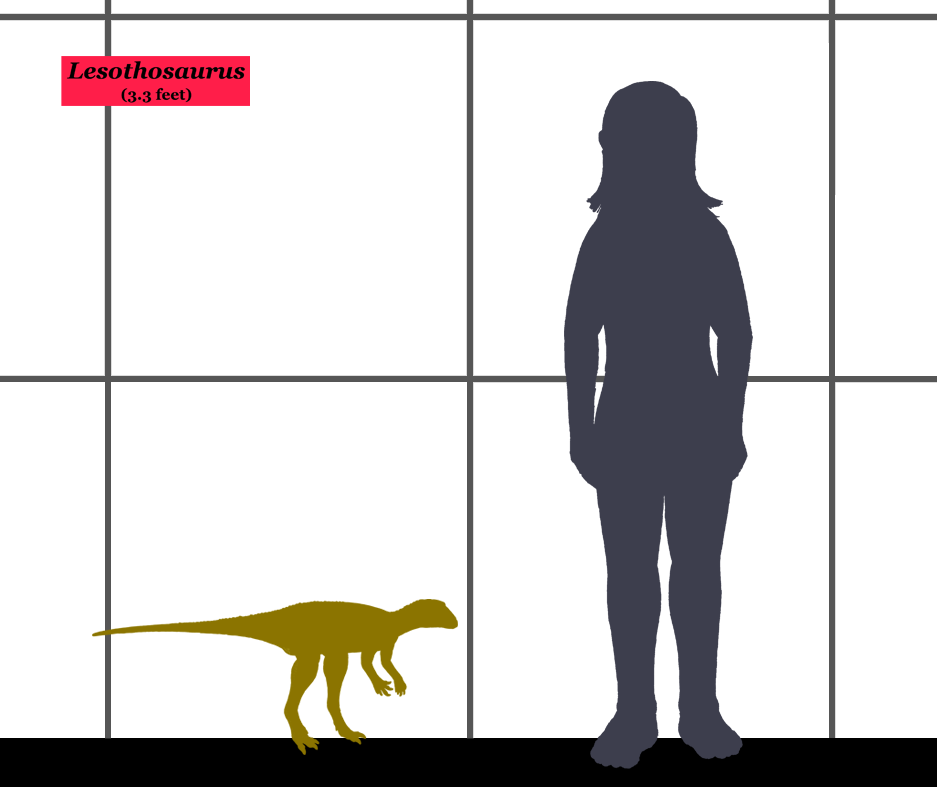
حجم ليستوسورس مقارنةً بالإنسان

وجدت متحجراته في ليسوتو بجنوب أفريقيا، وقد وجد الكثير من الأسنان على مقربة من المتحجرات ولكنها كانت على عمق كبير تحت الأرض، ويعتقد العلماء بأنهم لربما أن تلك المتحجرات كانت قد ماتت خلال فترة سباتها تحت الأرض للهروب من أشهر السنة الحارة، وربما سقطت الأسنان الإضافية خلال فترة السبات.